# About A Rock'n'Roll Band
「About A Rock'n'Roll Band」は、the pillowsの36枚目のシングル。2014年9月17日にavex traxから発売された。

## 概要
前作「ハッピー・バースデー」から1年ぶりに発売されたシングル。前作に続けて結成25周年記念シングルとして発売された。

表題曲「About A Rock'n'Roll Band」は、音楽と出会った時の衝撃について歌ったものであり、山中は自身が衝撃を受けたバンドとしてRCサクセションとシーナ&ザ・ロケッツの名前を挙げている。

当初は19thアルバム表題曲となる「ムーンダスト」をシングルに、「About A Rock'n'Roll Band」をアルバムタイトルとその表題曲にするつもりであったが、25周年記念シングルとして軽やかに、フェスのセットリストにも入れやすくしたいという考えから、最終的に本作がシングルとなった。

なお「About A Rock'n'Roll Band」のMVは、10～20代のエキストラを募集して撮影された。

また、タイアップとしてテレビ東京のバラエティ番組『モヤモヤさまぁ〜ず2』の2017年7～9月のエンディングテーマに使用された。

## 収録曲
（作詞・作曲：山中さわお）
1. About A Rock'n'Roll Band   (3:23)
2. Pumpkin and atrocity   (2:11)
3. Snoozer   (4:30)

## DVD
1. About A Rock'n'Roll Band （MV）
2. Pumpkin and atrocity （MV）